# Achacachi
Achacachi – miasto w Boliwii, w departamencie La Paz, w prowincji Omasuyos.